# Longuyon
Longuyon [lɔ̃ɡɥijɔ̃] ist eine französische Gemeinde mit 5141 Einwohnern (Stand 1. Januar 2022) im Département Meurthe-et-Moselle in der Region Grand Est (bis 2015 Lothringen). Sie gehört zum Arrondissement Val-de-Briey und ist Verwaltungssitz des Gemeindeverbands Communauté de communes Terre Lorraine du Longuyonnais. Die Bewohner werden Longuyonnais und Longuyonnaises genannt.

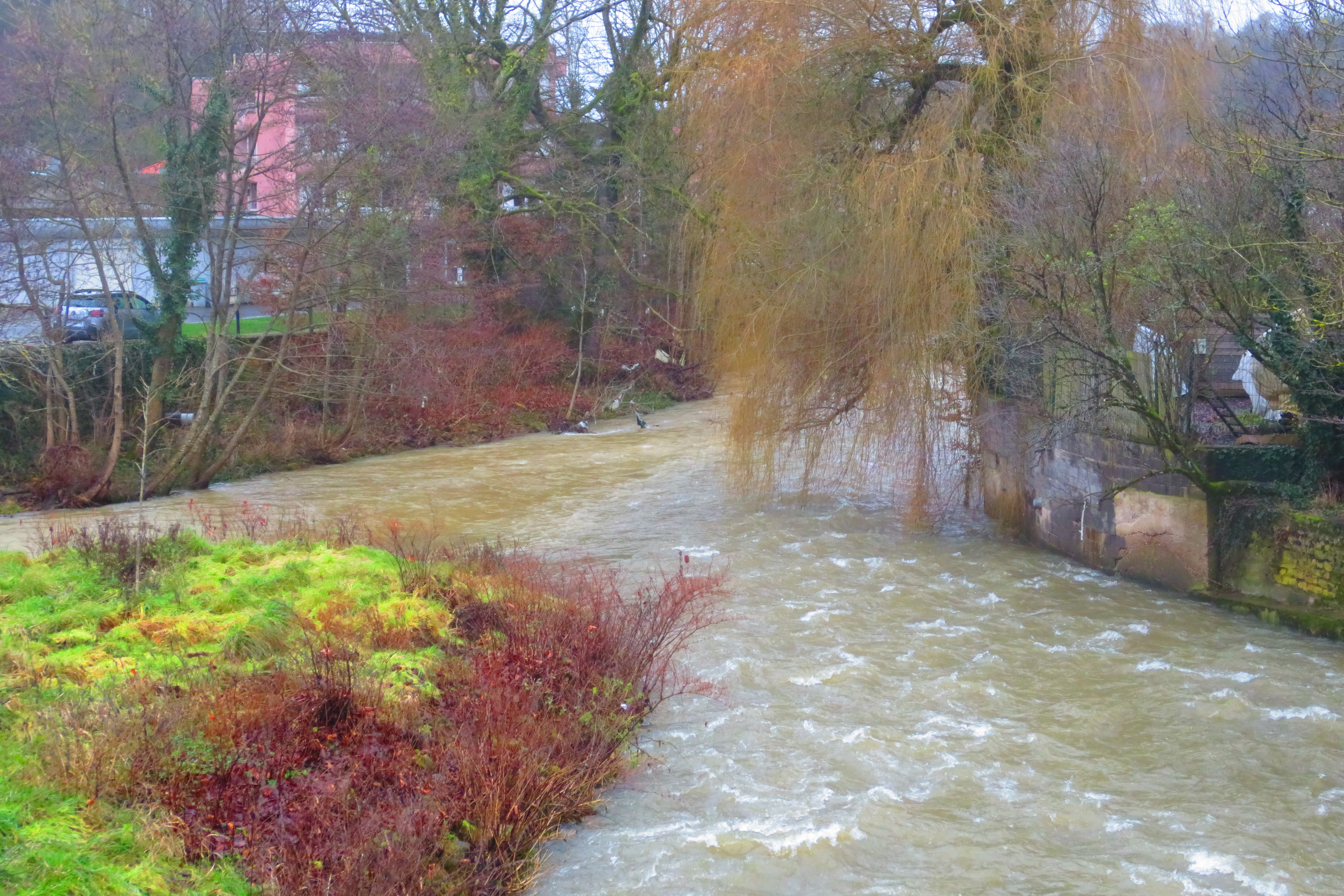
Zusammenfluss der Crusnes und der Chiers

## Geografie
Die Kleinstadt Longuyon liegt im Nordwesten des Départements Meurthe-et-Moselle an den Grenzen zum Département Meuse und zu Belgien. In Longuyon mündet die Crusnes in die Chiers, einen Nebenfluss der Maas.
Umgeben wird Longuyon von den zwölf Nachbargemeinden:
| Allondrelle-la-Malmaison Charency-Vezin | Virton (Belgien)                            | Tellancourt Fresnois-la-Montagne        |
| Villette Colmey                         | Kompassrose, die auf Nachbargemeinden zeigt | Viviers-sur-Chiers Beuveille            |
| Grand-Failly                            | Sorbey (Département Meuse)                  | Arrancy-sur-Crusnes (Département Meuse) |

## Geschichte
Von der Existenz eines Klosters lesen wir schon zwischen 634 (Sekundärliteratur) und 636 (Quellenverzeichnis „Regnum Francorum online“ RFO): Der Diakon Adalgisel Grimo schenkt in seinem Testament einige Orte seines umfangreichen Grundbesitzes dem „monasterium Sanctae Agathe Longagionensi“ (Abschrift des 10. Jh. im LHA Koblenz 1A,1). Für weitere angebliche schriftliche Erwähnungen von Longuyon fehlen bis ins 12. Jahrhundert die Quellennachweise. So werden in den Teilungsverträgen von 831 (MGH Cap 2, Nr. 194) und 870 (dem berühmten Vertrag von Meerssen, MGH Cap 2, Nr. 251) keine Ortsnamen, sondern nur Grafschaftsnamen genannt („Wavrense comitatus“). Die Herausgeber des RFO meinen, dass Longuyon mit dieser Grafschaft gleichzusetzen ist, doch liegt der Ort Wavre im belgischen Brabant und nicht in Lothringen. Nennungen als „Longio“ (973) und als „Longion“ (1030) stammen aus Sekundärliteratur ohne Quellennachweise (Simmer/Negré, Toponymie …). Erst die Nennung „Longuion“ im Jahr 1183 stammt aus einer Urkunde, die auszugsweise in den „Regesta Imperii“ abgedruckt ist (RI IV,4,4,1 Nr. 858).

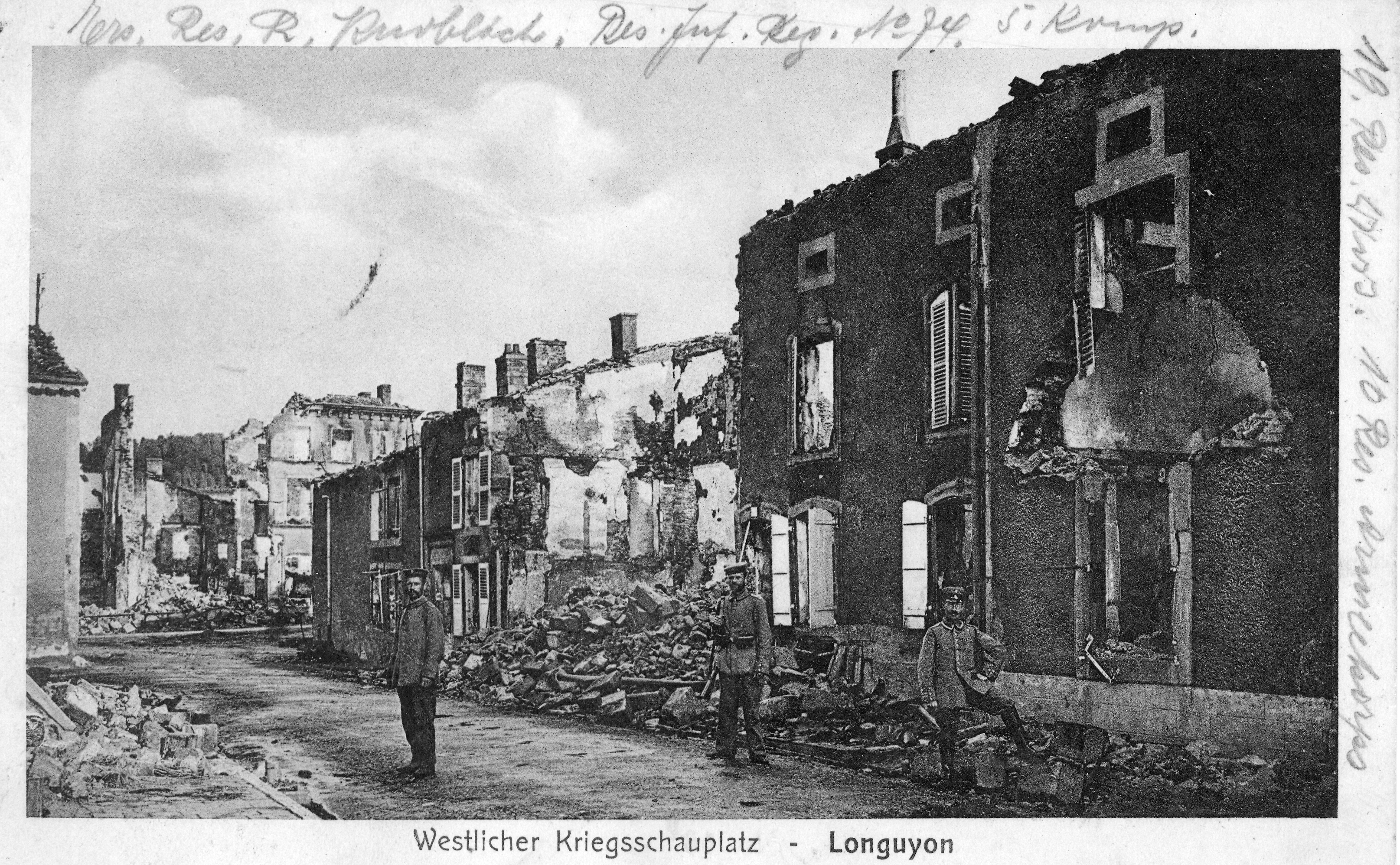
Feldpostkarte (ca. 1914):
Westlicher Kriegsschauplatz – Longuyon

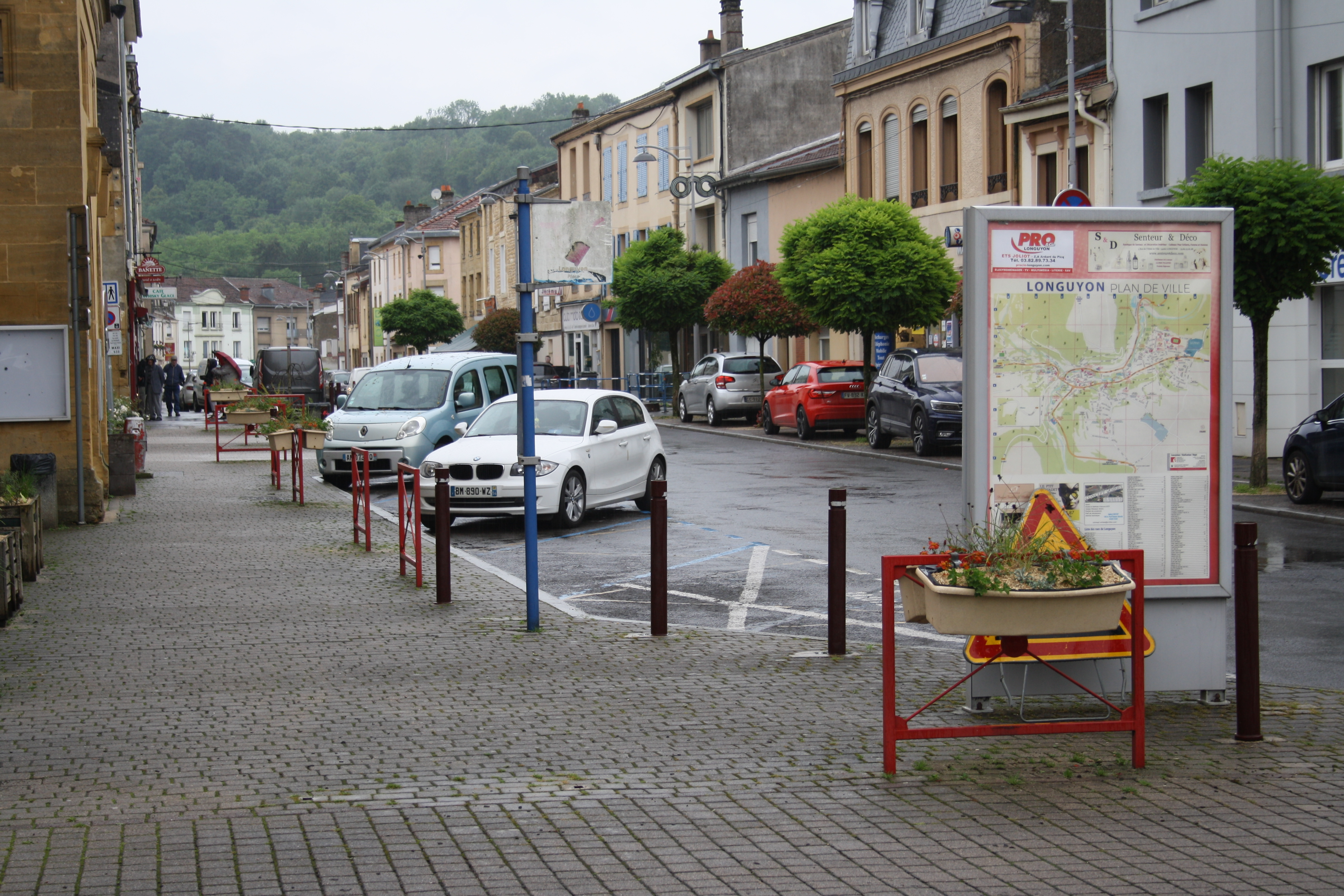
Rue de Deauville in der Innenstadt

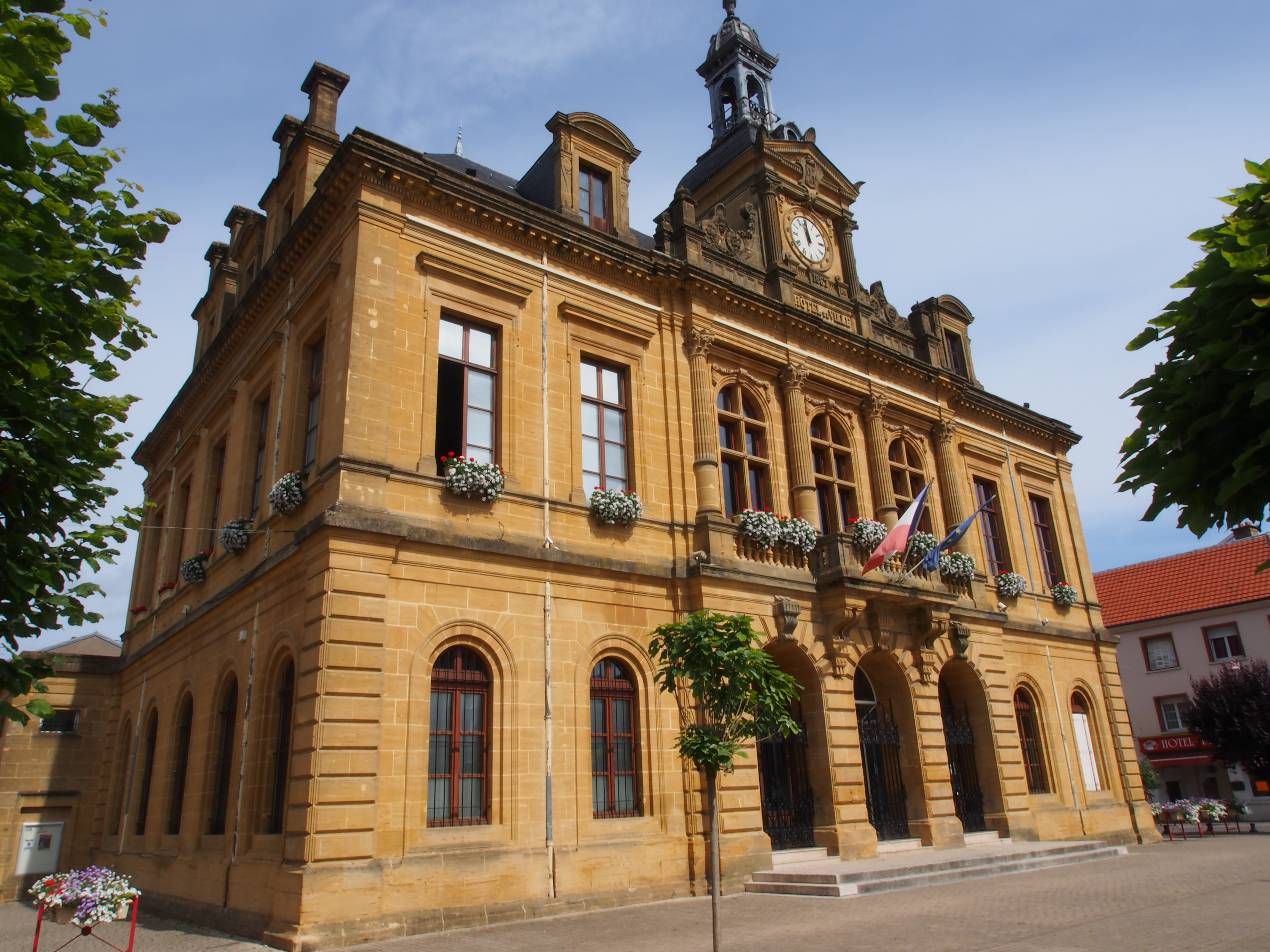
Hôtel de ville (Rathaus)

Die heutige Kirche (Église Sainte-Agathe) dürfte auf den Grundmauern einer Klosterkirche des 7. Jahrhunderts stehen, von den Normannen um 880 niedergebrannt und danach neu erbaut worden sein. Sie soll spätestens 1120 in eine Stiftskirche (collégiale) umgewandelt worden sein, worüber auch Urkunden fehlen. Heute zeigt sie sich dem Besucher als einfacher romanisch-gotischer Feldsteinbau von 1190–1210. Ab 1670 sollen hier Hammerschmieden (forges) errichtet worden sein. Longuyon soll sich zu einem wichtigen Standort der Eisenverhüttung (centre de la siderurgique) entwickelt haben. Nach 1970 kam auch hier der Niedergang dieser Industrie.
Der Ort wurde während des Ersten Weltkriegs von deutschen Truppen weitgehend zerstört. An die zahlreichen Gefallenen erinnern sowohl ein französischer als auch ein deutscher Soldatenfriedhof.

## Bevölkerungsentwicklung
| Jahr      | 1962 | 1968 | 1975 | 1982 | 1990 | 1999 | 2007 | 2019 |
| Einwohner | 8266 | 6460 | 7404 | 6993 | 6064 | 5876 | 5711 | 5218 |

## Sehenswürdigkeiten
Zu den markanten Bauwerken in Longuyon zählen die Stiftskirche Sainte-Agathe aus dem 13. Jahrhundert und die 1906 errichtete Pfarrkirche Église de la-Sainte-Vierge im südwestlich des Kernorts liegenden Ortsteil Noërs.
Eine weitere Sehenswürdigkeit sind die Reste eines Hochofens in Le Dorlon, zuerst 1692 errichtet, seit 1982 als Monument historique eingeschrieben.

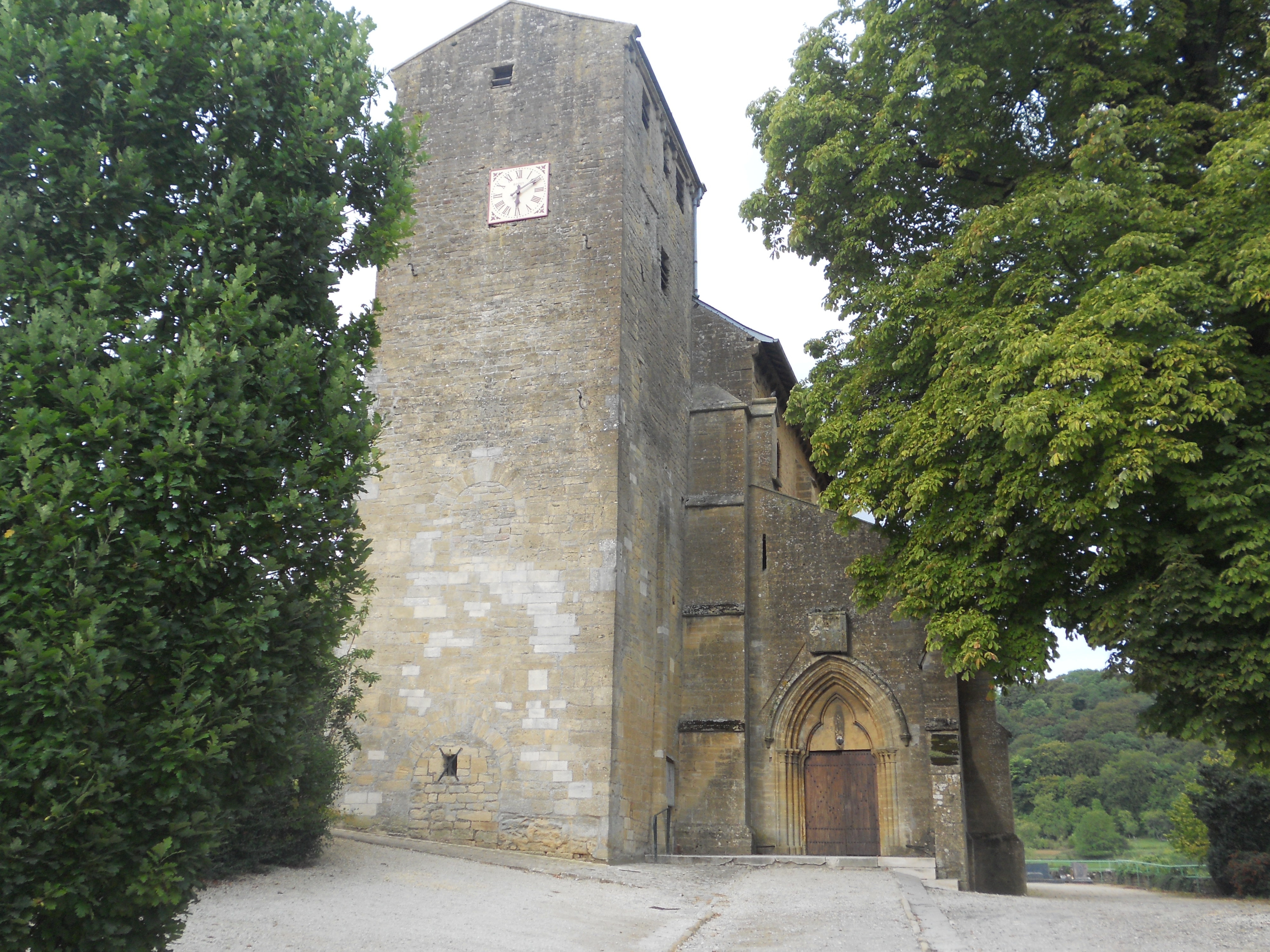
Pfarrkirche Sainte-Agathe
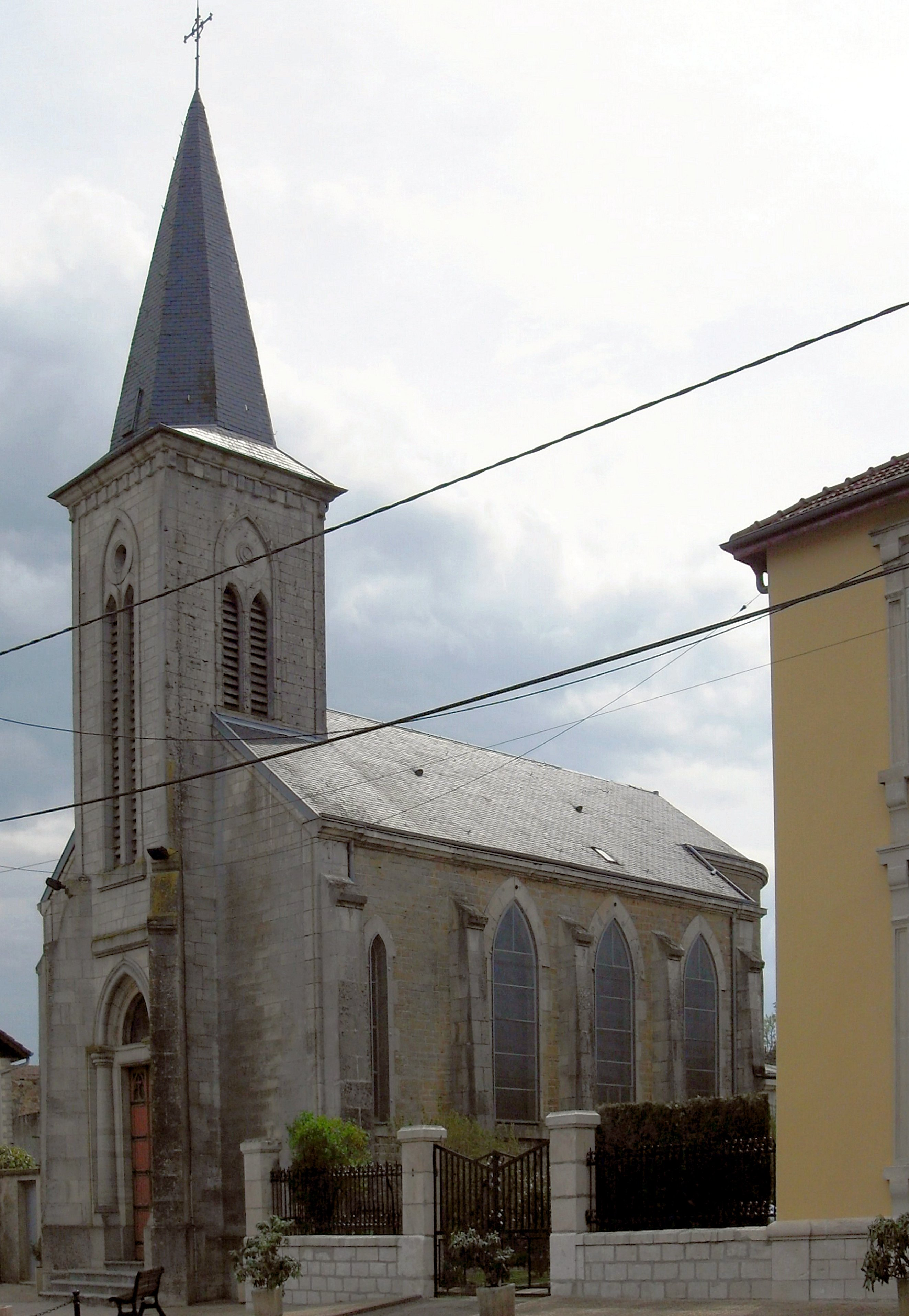
Église de la-Sainte-Vierge im Ortsteil Noërs

## Verkehr

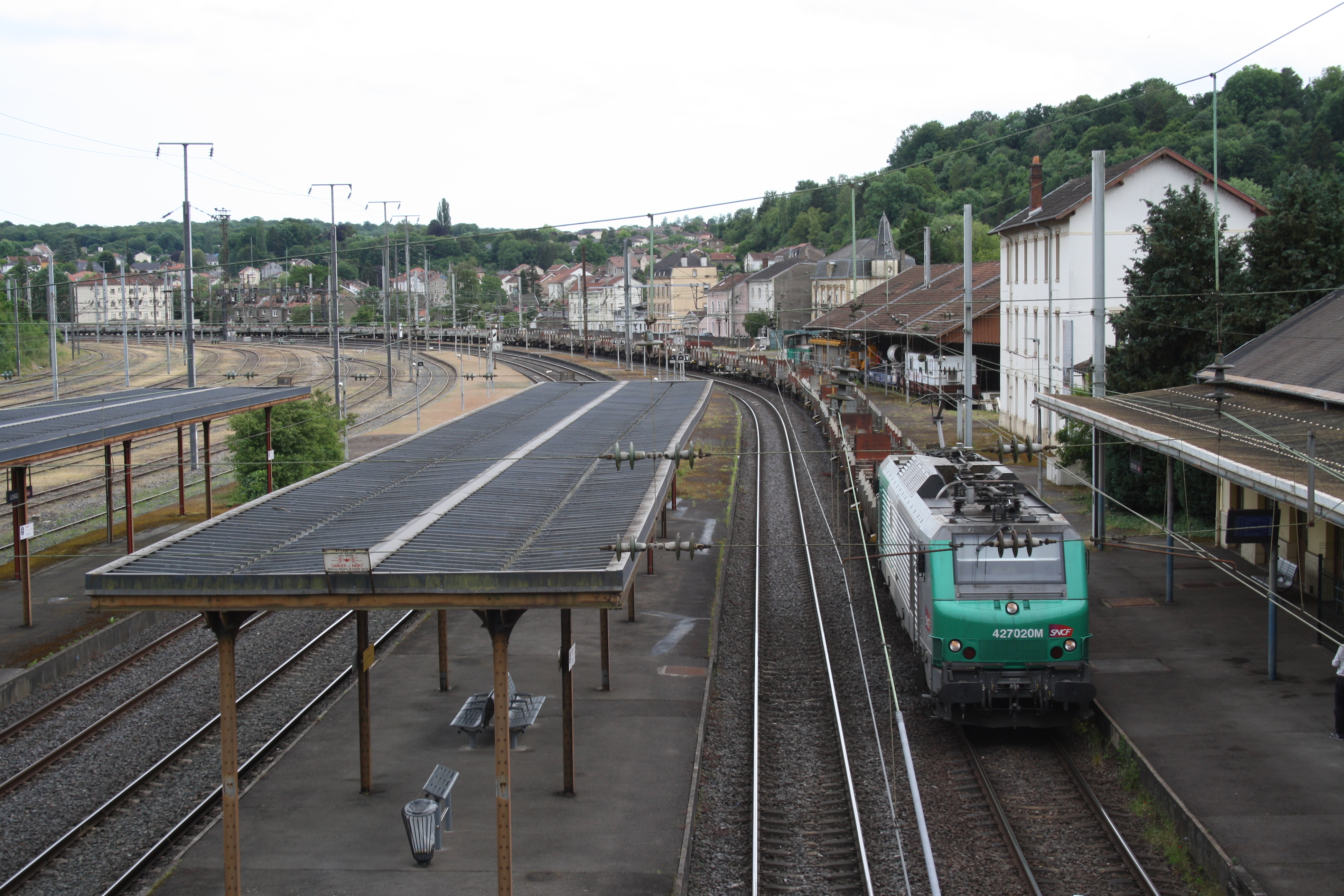
Bahnhof

Der Bahnhof Longuyon wurde am 1. August 1862 mit dem Abschnitt Montmédy–Pierrepont der Bahnstrecke Mohon–Thionville eröffnet. Im Jahr darauf kam eine Zweigstrecke über Longwy nach Mont-Saint-Martin an der belgischen Grenze hinzu. 1877 ging – um den 1871 vom Deutschen Reich annektierten Teil Lothringens (→ Reichsland Elsaß-Lothringen) zu umgehen – die Bahnstrecke Longuyon–Pagny-sur-Moselle in Betrieb, womit er zum Kreuzungsbahnhof wurde. Um das Kehrtmachen von Zügen der bedeutenden Relation Charleville-Mézières–Belgien über Mont-Saint-Martin in Longuyon zu vermeiden, wurde 1911 nördlich des Bahnhofs eine Umgehungskurve angelegt. Am 18. März 1918 wurde der von den Deutschen besetzte Bahnhof bei einem alliierten Bombenangriff verwüstet. Nach dem Kriegsende wurde ein neues Empfangsgebäude des Typs „Reconstruction“ errichtet.
Aktuell wird Longuyon von Regionalzügen des TER Grand Est bedient.

## Städtepartnerschaften
Longuyon unterhält Partnerschaften seit 1971 mit den auch untereinander verschwisterten Gemeinden Schmitshausen in Rheinland-Pfalz, Limana im italienischen Veneto (Italien) und Walferdingen in Luxemburg. Weitere Partnerschaften bestehen mit Żary in Polen, seit 1999 mit Tizi Rached in Algerien und seit 1980 mit Pirna in Sachsen, die nach der Wende 1989 am 20. Juni 1998 offiziell erneuert wurde.